# تايلر ميتشيل
تايلر ميتشيل (بالإنجليزية: Tyler Mitchell)‏ هو كاتب سيناريو أمريكي، ولد في 7 أكتوبر 1958.

## روابط خارجية
- تايلر ميتشيل على موقع أول ميوزيك (الإنجليزية)